# Жан де Ла Форе

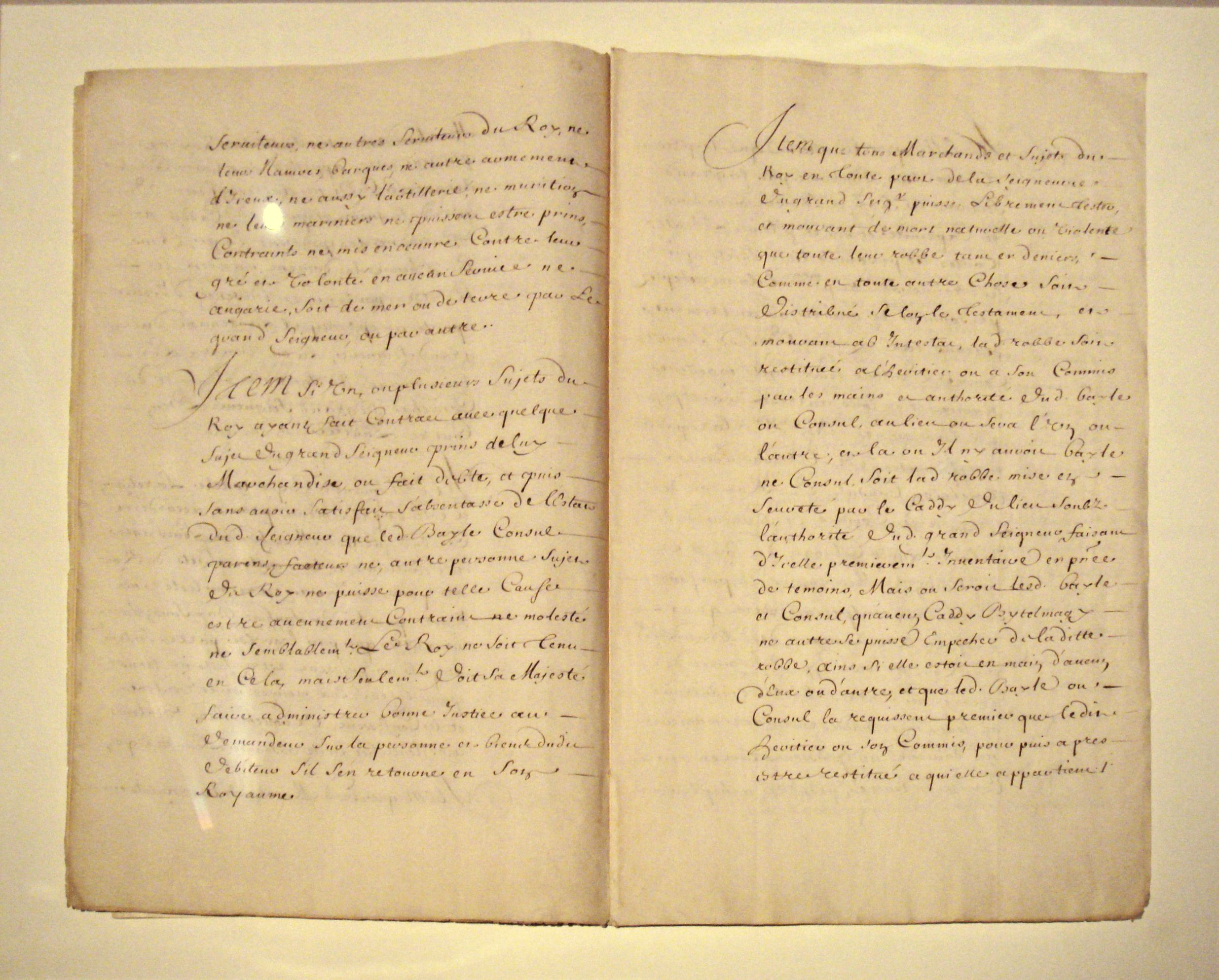
Проект договору 1536 року, підписаний Жаном де Ла Форе та Ібрагім-пашою за кілька днів до вбивства останнього

Жан де Ла Форе (фр. Jean de La Forêt, також Jean de La Forest або Jehan de la Forest) — перший офіційний посол Франції в Османській імперії, служив з 1534 до 1537 року. Його попередником був Антоніо Рінкон, що був посланником французького короля до Османської імперії з 1530 до 1533 року. Коли Жан де Ла Форе помер у Стамбулі в 1537 році, Рінкон змінив його вже в якості офіційного посла.

## Посольство 1534 року до Османської імперії

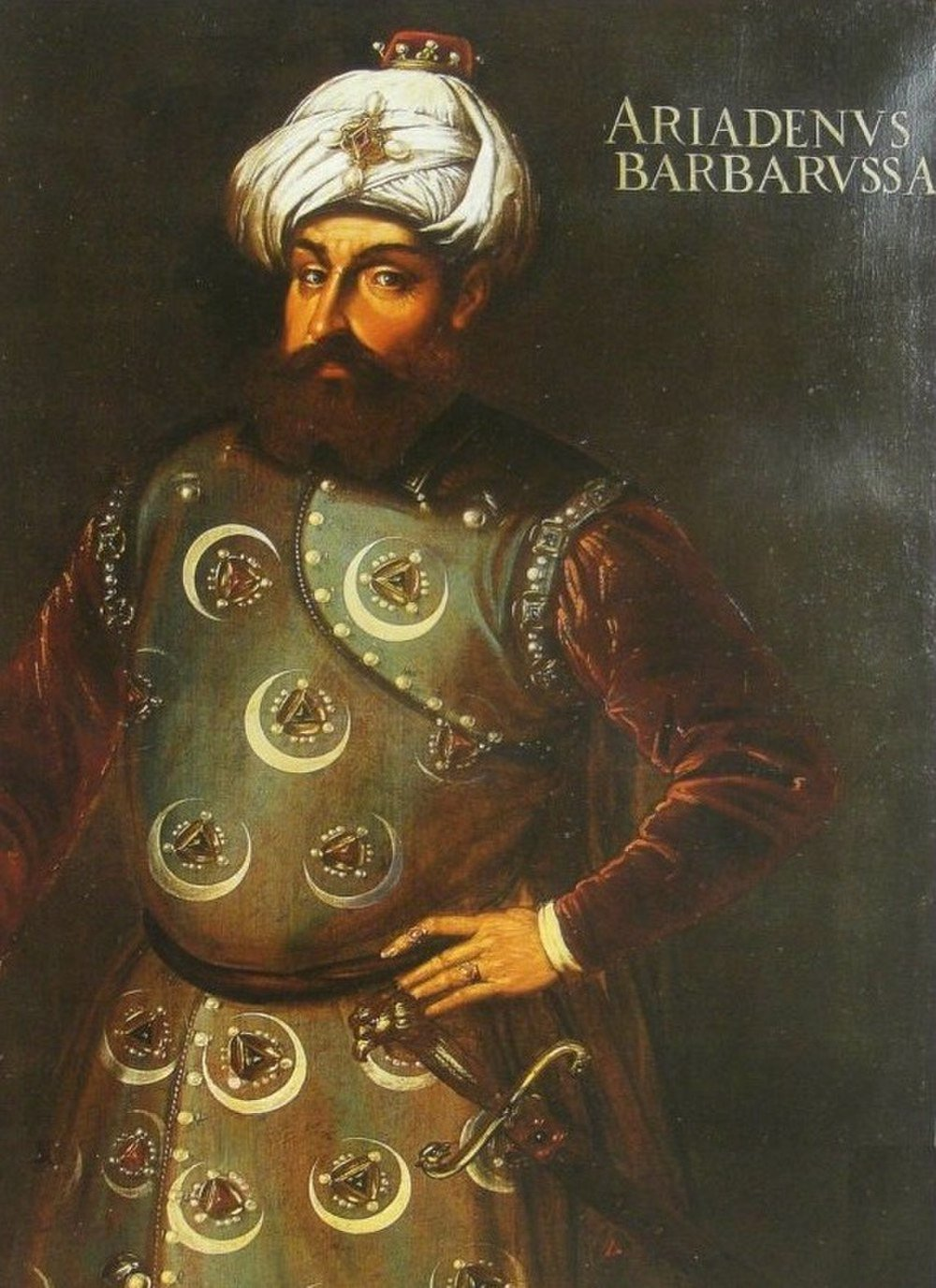
Хайр ад-Дін Барбаросса, з яким Жан де Ла Форе вів переговори в 1534 році

Османське посольство до Франції поверталось до Стамбулу, і Жан де Ла Форе вирушив разом з ним. По дорозі до Стамбулу де Ла Форе вперше висадився в Північній Африці, де запропонував Хайр ад-Діну Барбароссі п'ятьдесят кораблів і матеріали в обмін на допомогу проти Генуї. Він також попросив Хайр ад-Діна здійснити набіг на береги Іспанії.
До османської столиці Жан де Ла Форе прибув в травні 1534 року, у супроводі свого кузена Шарля де Марільяка і вченого Гійома Постеля, з намаганням чинити французький вплив на османські справи. Він супроводжував Сулеймана до Азербайджану під час турецько-перської війни, повернувшись разом з ним до Стамбулу на початку 1536 року.
Де Ла Форе був відправлений для того, щоб домогтися надання торгових привілеїв, а також укладання релігійних домовленостей та військових угод між Францією та Османською імперією. Франциск I також доручив йому здобути «мільйон золота, що не буде проблемою для Великого сеньйора». В обмін Франциск через де Ла Форе запропонував посольство, вічний договір про союз та торгівлю.
Де Ла Форе також мав секретні військові інструкції організувати спільний наступ на Італію в 1535 році:
|                                                          | Жан де ла Форе, якого Король відправляє на зустріч з Великим сеньйором [Сулейманом Пишним], спочатку піде з Марселя до Тунісу, в Барбарію, для зустрічі з паном Харадіном, королем Алжиру, який направить його до Великого сеньйора. Для цієї мети наступного літа він [король Франції] відправить військову силу, яку він готує, щоб повернути те, що несправедливо займає герцог Савойський, і звідти напасти на генуезців. Король Франциск I дуже прохає пана Харадіна, який має потужні морські сили, а також зручне розташування [Туніс], напасти на остров Корсика та інші землі, місця, міста, кораблі і суб'єкти Генуї, і не зупинятися, поки вони не приймуть і не визнають короля Франції. Король, крім вищезгаданих сухопутних сил, додатково допоможе своїми морськими силами з щонайменше 50 суден, з яких 30 галер, а решта — галеаси та інші суда, у супроводі однієї з найбільших і найкрасивіших карак, які коли-небудь були на морі. Цей флот буде супроводжувати армія пана Харадіна, яка також буде оновлюватися і забезпечуватися Королем продовольством і боєприпасами, який, в результаті цих дій, зможе досягти своєї мети, за що він буде дуже вдячний пану Харадіну.[…] У Великого сеньйора пан де Ла Форе повинен попросити 1 мільйон у золоті, та направити його армію спочатку до Сицилії і Сардинії і посадити там короля, якого призначить Ла Форе — особу, яка має репутацію і добре знає ці острови, які він збереже у відданості, і в тіні та підтримці Короля [Франції]. Крім того, він визнає це благословення і надішле підношення та платню Великому сеньйору, щоб віддячити його за фінансову підтримку, яку він надасть королю, а також за підтримку його флоту, якому буде повністю сприяти король [Франції]. |
| — Військові інструкції Франциска I Жану де Ла Форе, 1535 | |

Під час перемовин де Ла Форе з візиром Ібрагім-пашою було вирішено про проведення спільних військових операцій проти Італії: Франція повинна була напасти на Ломбардію, в той час як Османська імперія була повинна напасти з Неаполя.

### Франко-турецький договір 1536 року

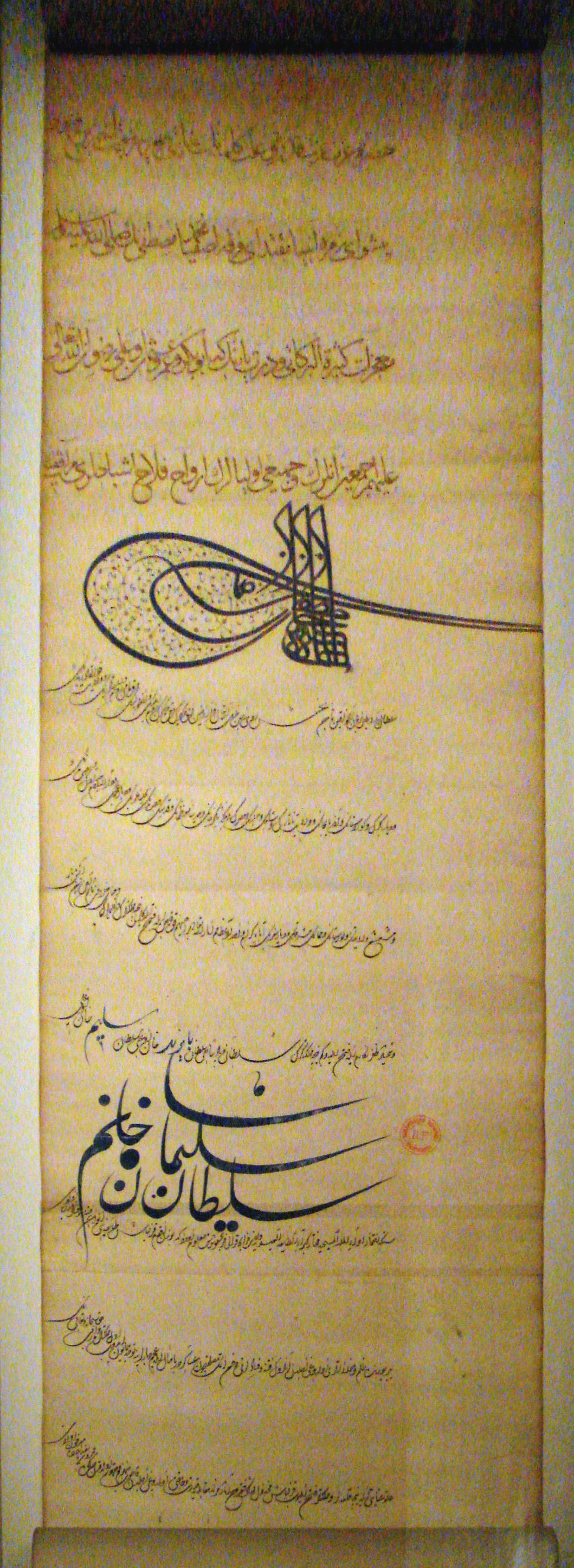
Лист Сулеймана до Франциска I 1536 року, у якому той повідомляє про успішну кампанію в Іраці і визнає постійне французьке посольство Жана де Ла Форе при османському дворі

У лютому 1536 року де Ла Форе домігся підписання торгового договору під назвою «Капітуляції» (зберігся лише його проект), який був основою для французького впливу в Османській імперії і Леванті до XIX століття. Сулейман мав деякі сумніви щодо французької прихильності, заявляючи: «Як я можу йому довіряти? Він завжди обіцяв більше, ніж може виконати», посилаючись на відсутність допомоги французів у 1534—1535 роках, коли Туніс був остаточно знову захоплений Карлом V, але він все-таки погодився на союз після вторгнення Франциска I в П'ємонт на початку 1536 року.
Франко-турецький договір 1536 року дозволив французам в Османській імперії бути підсудними своїм законам у французькому консульському суді (статус, який вже отримали венеційці), звільнив їх від звичайних податків і зборів, що стягувались з немусульманських іноземців, і надав їм торговельні поступки. Цей договір пропонував гарантії (особливо екстериторіальності), які стали взірцем для майбутніх «нерівноправних договорів» між європейськими та азійськими державами. За цією угодою всі французький суди, церкви і цінності залишалися в Османській імперії екстериторіальними. У певному сенсі, французькі володіння в Османській імперії стали першими іноземними володіннями французької корони, фактично колонією Франції. Французький протекторат також поширився на святі місця Єрусалиму. У 1620 році вже третина зовнішньої торгівлі Франції здійснювалась з Османською імперією.
Торговий договір фактично був ширмою для Жана де Ла Форе, головною справою якого насправді була координація військового співробітництва між Францією та Османською імперією. Однак торговельний договір все одно став визначним для другої половини XVI століття.
Після підписання договору з турками Франциск I вторгнувся до Савої в 1536 році, розпочавши італійську війну 1536—1538 років. Франко-турецький флот знаходився в Марселі до кінця 1536 року, загрожуючи Генуї. У 1537 році Хайр ад-Дін Барбаросса здійснив наліт на італійське узбережжя, спустошив регіон навколо Отранто і, недочікавшись нападу на Італію французької армії, облишив Апулію і обклав Корфу, хоча це лише частково допомогло французам. Карл V опинився затиснутим між французами та османами і був змушений укласти перемир'я з Франциском I в Ніцці 18 червня 1538 року. Карл V спрямував свої зусилля проти Османської імперії, але програв вирышальну битву при Превезі 28 вересня 1538 року.
Візир помер незабаром після підписання договору в 1536 році, і є сумнів в тому, чи був договір офіційно затверджений на цьому етапі, так як був знайдений тільки його проект. Союзний договір між Францією та Османською імперією в кінцевому підсумку був ратифікований пізніше, в 1569 році, завдяки послу Клоду дю Буру. Сулейман, тим не менш, додержувався змісту угоди, і надіслав свої армії, очікуючи французького наступу.

### Наукова місія
Жана де Ла Форе у посольстві супроводжував французький лінгвіст і письменник Гійом Постель, який проводив наукові дослідження і зробив надзвичайно позитивний звіт про османську цивілізацію та її освітню, судову й соціальну системи.